# Oskar Belian
Oskar Belian (ur. 27 października 1832 w Tracku, obecnej części Olsztyna, zm. 24 marca 1918 w Olsztynie) – urzędnik niemiecki, burmistrz Olsztyna od 1877, w latach 1903–1908 nadburmistrz.
Za rządów Beliana Olsztyn nabrał charakteru średniego miasta. Kontynuował rozpoczętą przez burmistrza Roberta Zakrzewskiego rozbudowę w Olsztynie węzła kolejowego. Za jego rządów utworzono sąd, zakład dla psychicznie chorych (w Kortowie), rzeźnię, doprowadzono do budowy ujęcia wody i kanalizacji, doprowadzono do miasta prąd elektryczny oraz uruchomiono tramwaje.
W czasach Prus Wschodnich (w latach 1918–1945) dzisiejszy plac Jedności Słowiańskiej nazywał się Belianplatz - ku czci Oskara Beliana.